# Свети Никола (Дрен, Демиркапийско)
Вижте пояснителната страница за други значения на Свети Никола.
„Свети Никола“ (на македонска литературна норма: „Свети Никола“) е възрожденска православна църква в тиквешкото село Дрен, южната част на Северна Македония.
Църквата е гробищен храм, разположен на 2 km северно от селото. Изградена е в 1868 година и е обновена в 1910 година.